# Suriana maritima
Suriana és un gènere monotípic de plantes amb flor amb només una espècie: Suriana maritima.

## Característiques
És un arbust perenne i halòfit de fins a 6 m d'alçada. És de distribució pantropical i es troba a les zones costaneres. Les llavors són propagades pels corrents oceànics. Les fulles són suculentes i glauques. Desprenen una fragrància similar a la del cedre.